# Mihovljan
Mihovljan es un municipio de Croacia en el condado de Krapina-Zagorje.

## Geografía
Se encuentra a una altitud de 198 m s. n. m. a 62,3 km de la capital nacional, Zagreb.

## Demografía
En el censo 2011, el total de población del municipio fue de 1 950 habitantes, distribuidos en las siguientes localidades:
- Frkuljevec Mihovljanski - 88
- Gregurovec - 335
- Kuzminec - 424
- Mihovljan - 1 102